# Ursprungsregler
Ursprungsregler är de regler som bestämmer var en vara anses ha sitt ursprung i tullhänseende. Huvudreglen är att en vara skall anses ha sitt ursprung i det land där den genomgick sin sista väsentliga bearbetning. Det finns tre olika sätt att tala om vad som är väsentlig bearbetning: nummerväxlingsregel, värderegel eller specifik processregel.
Ursprungsregler är olika utformade beroende på reglernas syfte: icke-preferentiella (allmänna) ursprungsregler gäller generellt vid import och styr tillämpningen av generella tullsatser och särskilda handelsrestriktioner. Preferentiella ursprungsregler tillämpas på handel mellan länder som ingått bilaterala eller unilaterala handelsavtal. De preferentiella ursprungsreglerna kan skilja sig från de allmänna ursprungsreglerna, beroende på parternas behov av att skydda industrigrenar eller stimulera handel där man saknar egen produktion av en viss vara.
De ursprungsregler som styr tullhanteringen ska inte förväxlas med de interna regler, ursprungsmärkning, ett land kan ha för märkning av produkter till konsumenten ("Made in ...").